# Adam Arcimowicz
Adam Arcimowicz (ur. 28 grudnia 1829 w Białymstoku, zm. 15 stycznia 1893 w Adamówce nad Dniestrem) – polski i rosyjski polityk, gubernator samarski, jeden z twórców uniwersytetu w Odessie i reformy chłopskiej w Rosji. Brat Wiktora Arcimowicza.

## Życiorys
Studiował w petersburskiej Szkole Prawoznawstwa. Uczestnik wojny krymskiej. W okresie 1860–1862 gubernator samarski, w tym też okresie silnie zaangażowany w tworzenie ustawy uwłaszczeniowej chłopów rosyjskich, był członkiem komisji redakcyjnej tej ustawy. Od 1862 do 1866 kurator okręgu naukowego w Odessie, doprowadził do powstania uniwersytetu i Szkoły Handlowej w tym mieście, a także założenia gimnazjum Nikołajewskiego tamże. W 1866 r. zwolniony ze służby państwowej, pełnił funkcje plenipotenta u Branickich w Białej Cerkwi, a następnie prowadził własny majątek w Adamówce. Pomimo kariery urzędniczej w Rosji był wyznawcą rzymskokatolickim. Brat Wiktora Arcimowicza.